# EN111-1
A EN111-1 é uma estrada nacional que integra a rede nacional de estradas de Portugal. 
Liga Antuzede a Coimbra, à Estação Velha.